# Chaparral, Sinaloa
Chaparral är en ort i Mexiko.   Den ligger i kommunen Navolato och delstaten Sinaloa, i den västra delen av landet, 1 000 km nordväst om huvudstaden Mexico City. Chaparral ligger 9 meter över havet och antalet invånare är 269.
Terrängen runt Chaparral är mycket platt. Runt Chaparral är det ganska tätbefolkat, med 155 invånare per kvadratkilometer. Närmaste större samhälle är Licenciado Benito Juárez, 6,7 km nordost om Chaparral. Trakten runt Chaparral består till största delen av jordbruksmark.